# Voanioala gerardii
Voanioala gerardii är en enhjärtbladig växtart som beskrevs av John Dransfield. Voanioala gerardii ingår i släktet Voanioala och familjen palmer. Inga underarter finns listade i Catalogue of Life.
Arten förekommer vid Antongilviken i nordöstra Madagaskar. Den växer i kulliga områden mellan 200 och 700 meter över havet. Voanioala gerardii ingår i skogar som kännetecknas av några palmer och ställen med träskmark.
Populationen hotas av svedjebruk. Flera exemplar fälls för de ätliga palmhjärtans skull. IUCN listar arten som akut hotad (CR).